# Cicindela limbalis
Cicindela limbalis är en skalbaggsart som beskrevs av Johann Christoph Friedrich Klug 1834. Cicindela limbalis ingår i släktet Cicindela och familjen jordlöpare. Inga underarter finns listade i Catalogue of Life.